# 久保田后子
久保田 后子（くぼた きみこ、1955年〈昭和30年〉1月29日 - ）は、日本の政治家。勲等は旭日小綬章。前山口県宇部市長（3期）。

## 来歴
東京都渋谷区出身。東京都立青山高等学校を経て、1978年（昭和53年）に早稲田大学政治経済学部政治学科を卒業後、ドイツのミュンヘンで1年間学ぶ。1980年に帰国後は民間企業に勤務。1990年（平成2年）11月に夫の故郷である宇部市にIターン。1995年（平成7年）山口大学大学院経済学研究科修士課程修了。
1995年（平成7年）4月、宇部市議会議員に初当選。
1999年（平成11年）4月、山口県議会議員（宇部市・美祢郡区）に無所属で立候補。得票数トップで初当選した。2007年（平成19年）4月、3期目の当選を果たす。県議時代は「新政クラブ」に所属。同じ会派の議員としては中尾友昭（元下関市長）、木村健一郎（元周南市長）らがいた。
2009年（平成21年）6月28日に行われた宇部市長選挙に立候補し、日本共産党公認の五島博、無所属の中司正彦らを破り初当選。7月18日に市長に就任し、山口県内では初の女性市長となった。
2013年（平成25年）6月23日に行われた市長選で、自由民主党山口県支部連合会の推薦を受けた元宇部市職員の木藤昭仁を破り再選。
2017年（平成29年）7月2日告示の市長選挙を前に自由民主党に入党し、7月9日執行の市長選挙で無投票により3選。
2020年（令和2年）10月15日、8月後半からの体調不良や10月に入ってからのリハビリ中の骨折により「治療は長期にわたる」と診断された事で、「市政の停滞は許されない」と判断し市議会議長に辞職願を提出、同月22日の市議会臨時議会で辞職が全会一致で同意され、同日付で辞職となった。
久保田は後継の市長候補を指名をしなかった一方、11月15日に告示された宇部市長選挙には同市政策広報室長の望月知子が「久保田市政の後継者」として立候補。11月22日に行われた投開票の結果、望月は前山口県議会議員の篠﨑圭二に敗れた。
2025年（令和7年）春の叙勲で旭日小綬章を受章した。

## 市政
2009年
- 7月21日、 山口県豪雨災害が襲うなかの初登庁。対応を指示。
- 11月10日、高齢による運転免許証の返納に対し、身分証明に必要な住民基本台帳カードの交付手数料を実質無料化。

- 市民の考えに直接ふれることを目的として、校区単位での地元住民との懇談会と、地産弁当を囲んでの市民グループとの昼食会を始めた。
- 市財政改革の観点から、市長、副市長に重点をおいた特別職給与の削減に着手。

2010年
- 3月26日、地域経済の活性化に対して革新的な取組で貢献する事業を奨励する「宇部市イノベーション大賞」の創設を発表。
- 宇部市の都市公園であるときわ公園と県内の動植物園などとの連携を進める。

2011年
- 2月、宇部市内のときわ公園で鳥インフルエンザが発生し、その防疫措置として、常盤湖の白鳥を処分した。（詳細は「常盤公園の高病原性鳥インフルエンザ」を参照）
- 3月、東日本大震災による甚大な被害の発生を受け、炭鉱の町として親交のあるいわき市を主な対象とした被災地支援を開始。震災直後から市民による支援を呼びかけた。
- 6月25日、市民の教養・健康・環境意識の増進をはかるため、それぞれのテーマで一年間にわたる連続学習会を創設。

2012年
- 7月9日、震災がれきは現状の宇部市焼却施設では安全な処理が困難であることをいち早く表明。
- 7月、ルネサスエレクトロニクスの経営合理化にともない、宇部市にある同社の山口工場が売却・閉鎖対象なっていることに対し、ルネサス本社を訪れて、工場の存続と雇用の維持を要望した。その後、山口工場からの再就職希望者に対する支援に取り組むとした。
- 9月27日、萩市との共同で東京の築地市場にこの地域の水産加工品のアンテナショップを開設。

2020年
- 5月25日、新型コロナウイルス対策の財源に充てるため、自身の6月期末手当を全額カットすると発表した。